# Callyna robinsoni
Callyna robinsoni är en fjärilsart som beskrevs av Pierre E.L. Viette 1965. Callyna robinsoni ingår i släktet Callyna och familjen nattflyn. Inga underarter finns listade i Catalogue of Life.